# Championnat du Guatemala de football 1967-1968
Navigation
Saison précédente Saison suivante
La Liga Nacional 1967-1968 est la seizième édition de la première division guatémaltèque.
Lors de ce tournoi, le Aurora FC a conservé son titre de champion du Guatemala face aux neuf meilleurs clubs guatémaltèques.
Chacun des dix clubs participant était confronté trois fois aux neuf autres équipes.
Seulement une place était qualificative pour la Coupe des champions de la CONCACAF.

## Les 10 clubs participants
| \| Guatemala: Aurora FC CSD Comunicaciones CSD Municipal Tipografía Nacional Universidad SC Guatemala Deportivo Botrán Xelaju MC Guatemala Juventud Escuintleca Guatemala Deportivo Palo Gordo Deportivo Suchitepéquez Guatemala Deportivo Botrán Xelaju MC \| Localisation des clubs engagés dans le championnat. |
| Guatemala: Aurora FC CSD Comunicaciones CSD Municipal Tipografía Nacional Universidad SC Guatemala Deportivo Botrán Xelaju MC Guatemala Juventud Escuintleca Guatemala Deportivo Palo Gordo Deportivo Suchitepéquez Guatemala Deportivo Botrán Xelaju MC                                                           |

Ce tableau présente les dix équipes qualifiées pour disputer le championnat 1967-1968. On y trouve le nom des clubs, le nom des stades dans lesquels ils évoluent ainsi que la capacité et la localisation de ces derniers.
| Club                    | Stade                      | Capacité          | Ville                      |
| Aurora FC               | Stade de l'Ejército        | 13 300            | Guatemala City             |
| Deportivo Botrán        | Stade inconnu              | Capacité inconnue | Quetzaltenango             |
| CSD Comunicaciones      | Stade Mateo Flores         | 30 000            | Guatemala City             |
| Juventud Escuintleca    | Stade Ricardo Muñoz Gálvez | 3 000             | Escuintla                  |
| CSD Municipal           | Stade Mateo Flores         | 30 000            | Guatemala City             |
| Deportivo Palo Gordo    | Stade inconnu              | Capacité inconnue | Esquipulas Palo Gordo (en) |
| Deportivo Suchitepéquez | Stade Carlos Salazar Hijo  | 12 000            | Mazatenango                |
| Tipografía Nacional     | Stade La Pedrera           | Capacité inconnue | Guatemala City             |
| Universidad SC          | Stade de la Revolución     | 5 000             | Guatemala City             |
| Xelaju MC               | Stade Mario Camposeco      | 11 000            | Quetzaltenango             |

## Compétition
Les dix équipes affrontent à trois reprises les neuf autres équipes selon un calendrier tiré aléatoirement.
Le classement est établi sur l'ancien barème de points (victoire à 2 points, match nul à 1, défaite à 0).
Le départage final se fait selon les critères suivants :
- Le nombre de points.
- La différence de buts générale.
- Le nombre de buts marqué.

### Classement
| Rang | Équipe                  | Pts | J  | G  | N  | P  | Bp | Bc | Diff |
| ---- | ----------------------- | --- | -- | -- | -- | -- | -- | -- | ---- |
| 1    | Aurora FC T             | 39  | 27 | 16 | 7  | 4  | 61 | 26 | +35  |
| 2    | CSD Municipal           | 39  | 27 | 15 | 9  | 3  | 47 | 20 | +27  |
| 3    | Xelaju MC               | 34  | 27 | 13 | 8  | 6  | 40 | 25 | +15  |
| 4    | CSD Comunicaciones      | 32  | 27 | 11 | 10 | 6  | 43 | 30 | +13  |
| 5    | Universidad SC          | 31  | 27 | 12 | 7  | 8  | 51 | 42 | +9   |
| 6    | Deportivo Suchitepéquez | 30  | 27 | 11 | 8  | 8  | 51 | 48 | +3   |
| 7    | Deportivo Palo Gordo P  | 22  | 27 | 9  | 4  | 14 | 20 | 39 | -19  |
| 8    | Tipografía Nacional     | 19  | 27 | 5  | 9  | 13 | 22 | 41 | -19  |
| 9    | Juventud Escuintleca    | 14  | 27 | 4  | 6  | 17 | 23 | 48 | -25  |
| 10   | Deportivo Botrán        | 10  | 27 | 1  | 8  | 18 | 15 | 54 | -39  |

| Légende : Qualifications et relégations | Légende : Qualifications et relégations                             |
| --------------------------------------- | ------------------------------------------------------------------- |
|                                         | Coupe des champions de la CONCACAF 1968 (1er Tour de qualification) |
|                                         | Relégué en Primera División de Guatemala                            |
|                                         | T Tenant du titre P Promu de la saison 1966-1967                    |

## Bilan du tournoi
| Championnat du Guatemala de football 1967-1968           |                  |
| Champion                                                 | Aurora FC        |
| Dauphin                                                  | CSD Municipal    |
| Coupes et trophées                                       |                  |
| Vainqueur Copa de Guatemala                              | Aurora FC        |
| Qualifications continentales                             |                  |
| Coupe des champions 1968 (Premier tour de qualification) | Aurora FC        |
| Promotions et relégations                                |                  |
| Promus en Liga Nacional de Guatemala                     | Pepsi-Cola IG    |
| Relégués en Primera División de Guatemala                | Deportivo Botrán |